# Списък на линейните кораби по страна

## Австро-Унгария
- Линейни кораби тип „Тегетхоф“ (Линейни кораби тип „Вирибус Унитис“): 4 ед.
  - „Вирибус Унитис“
  - „Тегетгоф“
  - „Принц Ойген“
  - „Сент Ищван“
- Линейни кораби тип „Ерзац Монарх“: 0+4 ед.
  - „Линкор VIII“ (не е залаган)
  - „Линкор IX“ (не е залаган)
  - „Линкор X“ (не е залаган)
  - „Линкор XI“ (не е залаган)

## Аржентина
- Линейни кораби тип „Ривадавия“: 2+1 ед.
  - „Ривадавия“
  - „Морено“
  - Третият линкор не е залаган

## Бразилия
- Линейни кораби тип „Минас Жерайс“: 2 ед.
  - „Минас Жерайс“
  - „Сао Пауло“
- „Рио де Жанейро“ (виж „Еджинкорт“, HMS Agincourt (1913))
- „Риашуело“ (не е залаган)

## Великобритания

### Несерийнидредноути
- „Дредноут“ (1906)
- „Нептун“ (1909)
- „Еджинкорт“ (1913)
- „Ерин“ (1913)
- „Канада“ (1913)
- „Вангард“ (1944)

### Серийни дредноути
- Линейни кораби тип „Белерофонт“: 3 ед.
  - „Белерофон (т)“ (1907)
  - „Темерер“ (1907)
  - „Сюпърб“ (1907)

- Линейни кораби тип „Сейнт Винсент“: 3 ед.
  - „Сейнт Винсент“ (1908)
  - „Колингууд“ (1908)
  - „Вангард“ (1909) (потъва в Скапа Флоу през 1917 г. от взрив на боезапаса)
- Линейни кораби тип „Колосус“: 2 ед.
  - „Колосус“ (1910)
  - „Херкулес“ (1910)
- Линейни кораби тип „Орион“: 4 ед.
  - „Орион“ (1910)
  - „Монарх“ (1911)
  - „Конкуерор“ (1911)
  - „Тъндърър“ (1911)
- Линейни кораби тип „Кинг Джордж V“: 4 ед.
  - „Кинг Джордж V“ (1911)
  - „Центурион“ (1911)
  - „Одейшъс“ (1912) (потъва през 1914 г.)
  - „Аякс“ (1912)

- Линейни кораби тип „Айрън Дюк“: 4 ед.
  - „Айрън Дюк“ (1912)
  - „Марлборо“ (1912)
  - „Бенбоу“ (1913)
  - „Емперър оф Индия“ (1913)
- Линейни кораби тип „Куин Елизабет“: 5+1 ед.
  - „Куин Елизабет“
  - „Уорспайт“
  - „Баръм“ (потопен през 1941 г.)
  - „Валиант“
  - „Малая“
  - „Еджинкорт“, недостроен
- Линейни кораби тип „Ривендж“: 5+3 ед.
  - „Роял Оук“ (1914) (потопен през 1939 г.)
  - „Роял Соверен“ (1915)
  - „Ревендж“ (1915))
  - „Резолюшън“ (1915))
  - „Рамилиес“ (1916)
  - „Ринаун“ (1916 г.) (преустроен на стапела, влиза в строй като линеен крайцер)
  - „Рипалс“ (1916 г.) (преустроен на стапела, влиза в строй като линеен крайцер, потопен през 1941 г.)
  - „Резистанс“ (планиран за преправяне като линеен крайцер, недостроен)
- Линейни кораби тип „Нелсън“: 2 ед.
  - „Нелсън“ (1925)
  - „Родни“ (1925)
- Линейни кораби тип „Кинг Джордж V“ (1939): 5 ед.
  - „Кинг Джордж V“ (1939)
  - „Принс оф Уелс“ (1939), (потопен през 1941 г. заедно с „Рипалс“)
  - „Дук оф Йорк“ (1940)
  - „Ансън“ (1940)
  - „Хау“ (1940)
- Линейни кораби тип „Лайън“: 1+3 ед.
  - „Лайън“ (незавършен)
  - „Темерер“ (незавършен)
  - „Конкуерър“ (планиран)
  - „Тъндърър“ (планиран)

## Германия
- Линейни кораби тип „Насау“: 4 ед.
  - „Насау“ (1907)
  - „Вестфален“ (1907)
  - „Рейнланд“ (1907)
  - „Позен“ (1907)
- Линейни кораби тип „Хелголанд“: 4 ед.
  - „Остфризланд“ (1908)
  - „Хелголанд“ (1909)
  - „Тюринген“ (1909)
  - „Олденбург“ (1910)
- Линейни кораби тип „Кайзер“: 5 ед.
  - „Кайзер“ (1911)
  - „Фридрих дер Гросе“ (1911)
  - „Кайзерин“ (1911)
  - „Кьониг Алберт“ (1912)
  - „Принц-регент Луитполд“ (1912)
- Линейни кораби тип „Кьониг“: 4 ед.
  - „Кьониг“ (1913)
  - „Гросер Курфюрст“ (1913)
  - „Маркграф“ (1913)
  - „Кронпринц“ (1914)
- Линейни кораби тип „Байерн“: 2+2 ед.
  - „Байерн“ (1915)
  - „Баден“ (1915)
  - „Саксен“ (1914) (разкомплектован през 1921 г.)
  - „Вюртемберг“ (1915) (разкомплектован през 1921 г.)
- Линейни кораби тип „L20“ (не са залагани)
- Линейни кораби тип „Шарнхорст“: 2 ед.
  - Гнайзенау (1936)
  - Шарнхорст (1936)
- Линейни кораби тип „Бисмарк“: 2+2 ед.
  - „Бисмарк“ (1939)
  - „Тирпиц“ (1939)
- Линейни кораби тип „H“: 0+6 ед.
  - „H“ (1939) (разкомплектован през 1939 г.)
  - „J“ (1939) (разкомплектован през 1939 г.)
  - „K“ (не е залаган)
  - „L“ (не е залаган)
  - „M“ (не е залаган)
  - „N“ (не е залаган)
- Линейни кораби тип „H44“ (не са залагани)

## Гърция
- Линейни кораби тип „Саламис“: 1 ед.
  - „Саламис“, недостроен
- Линейни кораби тип „Василевс Константинос“: 2 ед., недостроени

## Испания
- Линейни кораби тип „Еспаня“: 3 ед.
  - „Еспаня“ (1912)
  - „Алфонсо XII“ (1913)
  - „Хайме I“ (1913)
- Линейни кораби тип „Рейна Виктория Еугения“: 0+4 ед.
  - A (не е залаган)
  - B (не е залаган)
  - C (не е залаган)
  - D (не е залаган)

## Италия
- Линейни кораби тип „Данте Алигери“ (1 ед.)
  - „Данте Алигери“ (1910)
- Линейни кораби тип „Конте ди Кавур“: 3 ед.
  - „Конте ди Кавур“ (1911)
  - „Джулио Чезаре“ (1911)
  - „Леонардо да Винчи“ (1911)
- Линейни кораби тип „Андреа Дория“: 2 ед.
  - „Андреа Дория“ (1913)
  - „Кайо Дуилио“ (1913)
- Линейни кораби тип „Франческо Карачоло“: 0+4 ед.
  - „Франческо Карачоло“ (спуснат през 1920 г., но недостроен)
  - „Кристофоро Коломбо“ (заложен, но недостроен)
  - „Маркантонио Колонна“ (не е залаган)
  - „Франческо Моросини“ (не е залаган)
- Линейни кораби тип „Литорио“ (Линейни кораби тип „Виторио Венето“): 3+1 ед.
  - „Виторио Венето“ (1937)
  - „Литорио“ (1937)
  - „Рома“ (1940)
  - „Империо“ (спуснат на вода през 1939 г., недостроен)

## Руска империя
- Линейни кораби тип „Севастопол“ (Линейни кораби тип „Гангут“): 4 ед.
  - „Севастопол“ (1911)
  - „Петропавловск“ (1911)
  - „Полтава“ (1911)
  - „Гангут“ (1911)

- Линейни кораби тип „Императрица Мария“: 3+1 ед.
  - „Императрица Мария“ (1913)
  - „Екатерина Великая“ (1914)
  - „Император Александр III“ (1914)
  - „Император Николай I“ (спуснат на вода през 1916, недостроен)
- Линейни крайцери тип „Измаил“: 0+4 ед.
  - „Измаил“ (спуснат на вода, недостроен)
  - „Кинбурн“ (спуснат на вода, недостроен)
  - „Бородино“ (спуснат на вода, недостроен)
  - „Наварин“ (спуснат на вода, недостроен)

## СССР
- Линейни кораби проект 23 (Линейни кораби тип „Съветски съюз“): 0+4 ед.
  - „Советский Союз“ (недостроен)
  - „Советская Украина“ (недостроен)
  - „Советская Белоруссия“ (недостроен)
  - „Советская Россия“ (недостроен)
- „Архангелск“ („Роял Соверен“)
- „Новоросийск“ („Джулио Чезаре“)

## САЩ
- Линейни кораби тип „Южна Каролина“: 2 ед.
  - USS South Carolina (BB-26)
  - „USS Michigan (BB-27)“
- Линейни кораби тип „Делауеър“: 2 ед.
  - „USS Delaware (BB-28)“
  - „USS North Dakota (BB-29)“
- Линейни кораби тип „Флорида“: 2 ед.
  - „USS Florida (BB-30)“
  - „USS Utah (BB-31)“
- Линейни кораби тип „Уайоминг“: 2 ед.
  - „USS Arkansas (BB-33)“, (1911 – 29.7.1946, потопен)
  - „USS Wyoming (BB-32)“, BB-32 (1911, (от 1931 г. – учебен кораб) – 1947)
- Линейни кораби тип „Ню Йорк“: 2 ед.
  - „USS New York (BB-34)“ (1912 – 8.7.1948, потопен)
  - „USS Texas (BB-35)“ (1912 – 1948, кораб-музей)
- Линейни кораби тип „Невада“: 2 ед.
  - „USS Nevada (BB-36)“, (1914 – 31.7.1948, потопен)
  - USS Oklahoma (BB-37), (1914 – 7.12.1941, загива)
- Линейни кораби тип „Пенсилвания“: 2 ед.
  - „USS Pennsylvania (BB-38)“ (1915 – 1948, изключен)
  - „USS Arizona (BB-39)“, (1915 – 7.12.1941, загива)
- Линейни кораби тип „Ню Мексико“: 3 ед.
  - „USS New Mexico (BB-40)“ (1917 – 1947, изключен)
  - „USS Mississippi (BB-41)“, (1917 – 1956, изключен)
  - „USS Idaho (BB-42)“, (1917 – 1947, изключен)
- Линейни кораби тип „Тенеси“: 2 ед.
  - „USS Tennessee (BB-43)“, (1919 – 1959, изключен)
  - „USS California (BB-44)“, (1919 – 1959, изключен)
- Линейни кораби тип „Колорадо“: 4 ед.
  - „USS Colorado (BB-45)“, (1921 – 1959, изключен)
  - „USS Maryland (BB-46)“, BB-46 (1920 – 1959, изключен)
  - „USS Washington (BB-47)“, BB-47 (1921 – 1924, недостроен)
  - „USS West Virginia (BB-48)“, BB-48 (1921 – 1959, изключен)
- Линейни кораби тип „Саут Дакота“: 6 ед.
  - „Саут Дакота“, BB-49, непостроен
  - „Индиана“, BB-50, непостроен
  - „Монтана“, BB-51, непостроен
  - „Северна Каролина“, BB-52, непостроен
  - „Айова“, BB-53, непостроен
  - „Масачузетс“, BB-54, непостроен
- Линейни кораби тип „Норт Каролина“: 2 ед.
  - USS North Carolina (BB-55), (1940 – 1961, кораб-музей)
  - „USS Washington (BB-56)“ (1940 – 1961, изключен)
- Линейни кораби тип „Саут Дакота“ (1939): 4 ед.
  - „USS South Dakota (BB-57)“, (1941 – 1962, изключен)
  - „USS Indiana (1941)“, (1941 – 1962, изключен)
  - „USS Massachusetts (1941)“, (1941 – 1965, кораб-музей)
  - „USS Alabama (BB-60)“, (1941 – 1964, кораб-музей)
- Линейни кораби тип „Айова“: 6 ед.
  - USS Iowa (BB-61)
  - USS New Jersey (BB-62)
  - USS Missouri (BB-63)
  - USS Wisconsin (BB-64)
  - „USS Illinois (BB-65)“ – непостроен
  - „USS Kentucky (BB-66)“ – непостроен
- Линейни кораби тип „Монтана“: 0+5 ед.
  - USS Montana (BB-67), (заложен в 1941, недостроен)
  - USS Ohio (BB-68), (заложен през 1941, недостроен)
  - USS Maine (BB-69) (не е залаган)
  - USS New Hampshire (BB-70) (не е залаган)
  - USS Louisiana (BB-71) (не е залаган)

## Турция
- Линейни кораби тип „Решад V“: 2 ед.
  - „Решад V“
  - „Решад и Хамис“.

## Франция
- Линейни кораби тип „Курбе“
  - „Курбе“
  - „Жан Барт“
  - „Франс“
  - „Пари“

- Линейни кораби тип „Бретан“
  - „Бретан“
  - „Прованс“
  - „Лорен“

- Линейни кораби тип „Дюнкерк“
  - „Дюнкерк“
  - „Страсбург“

- Линейни кораби тип „Ришельо“
  - „Ришельо“
  - „Жан Барт“
  - „Клемансо“

## Чили
- - „Алмиранте Латоре“
  - „Алмиранте Кохрейн“ (виж „Игъл“)

## Япония
- Линейни кораби тип „Кавачи“
  - „Кавачи“
  - „Сетцу“
- Линейни кораби тип „Фусо“
  - „Фусо“
  - „Ямаширо“
- Линейни кораби тип „Исе“
  - „Исе“ (1916)
  - „Хюга“ (1917)
- Линейни кораби тип „Нагато“
  - „Нагато“ (1919)
  - „Муцу“ (1920)
- Линейни кораби тип „Тоса“
  - „Тоса“ (1921, недостроен)
  - „Кага“ (1921, преустроен в самолетоносач)
- Линейни кораби тип „Кии“ (не са залагани)
- Линейни кораби тип „Ямато“: 2+2 ед.
  - „Ямато“
  - „Мусаши“